# Ourapteryx destrigata
Ourapteryx destrigata är en fjärilsart som beskrevs av Barend J. Lempke 1951. Ourapteryx destrigata ingår i släktet Ourapteryx och familjen mätare. Inga underarter finns listade i Catalogue of Life.